# Cantone di Châteauneuf-en-Thymerais
Il Cantone di Châteauneuf-en-Thymerais era una divisione amministrativa dell'arrondissement di Dreux.
A seguito della riforma approvata con decreto del 24 febbraio 2014, che ha avuto attuazione dopo le elezioni dipartimentali del 2015, è stato soppresso.

## Composizione
Comprendeva i comuni di:
- Ardelles
- Le Boullay-les-Deux-Églises
- Châteauneuf-en-Thymerais
- Favières
- Fontaine-les-Ribouts
- Maillebois
- Puiseux
- Saint-Ange-et-Torçay
- Saint-Jean-de-Rebervilliers
- Saint-Maixme-Hauterive
- Saint-Sauveur-Marville
- Serazereux
- Thimert-Gâtelles
- Tremblay-les-Villages